# Chameleon (Michela Pace)
Chameleon è il singolo di debutto della cantante maltese Michela Pace, presentato il 10 marzo 2019 e pubblicato commercialmente il successivo 5 aprile su etichette discografiche Sony Music Italy e Spinnup. Il brano è stato scritto da Joacim Persson, Paula Winger, Borislav Milanov e Johan Alkaenas.
In seguito alla sua vittoria al talent show X Factor Malta, Michela Pace è divenuta di diritto la rappresentante maltese all'Eurovision Song Contest 2019. Il brano è stato selezionato internamente dall'ente radiotelevisivo nazionale PBS per rappresentare l'isola a Tel Aviv. Dopo essersi qualificata dalla seconda semifinale del 16 maggio, ha aperto la finale del 18 maggio successivo. Qui si è classificata 14ª su 26 partecipanti con 107 punti totalizzati, di cui 20 dal televoto e 87 dalle giurie. È risultata la preferita dalla giuria bielorussa.

## Tracce
Download digitale
1. Chameleon – 2:59

## Classifiche
| Classifica (2019) | Posizione massima |
| ----------------- | ----------------- |
| Belgio (Vallonia) | 94                |
| Estonia           | 29                |
| Grecia            | 65                |
| Islanda           | 38                |
| Lituania          | 23                |
| Paesi Bassi       | 73                |
| Svezia            | 69                |